# 奥田靖己
奥田 靖己（おくだ せいき、1960年4月1日 - ）は、大阪府出身のプロゴルファー。宝塚高原GC所属。

## 略歴
- 1984年にプロ入り。
- 1990年の『中四国オープンゴルフ選手権競技』でツアー初優勝、シード入り。
- 1993年の『日本オープンゴルフ選手権競技』で尾崎将司を死闘の末に破り優勝。
  - 高松志門プロの一番弟子としてその教えを実践し、また普及している。
- 2010年からシニアツアーに本格参戦。

## 優勝歴

### レギュラーツアー
- 1990年 - 中四国オープン
- 1992年 - テーラーメイドKSB
- 1992年 - ゴルフダイジェスト
- 1993年 - ミズノオープン
- 1993年 - 日本オープン
- 1995年 - カシオワールドオープン